# Вольф, Шарль (астроном)
Шарль Жозеф Этьен Вольф (фр. Charles Joseph Étienne Wolf; 9 ноября 1827 года, Ворж — 4 июля 1918 года, Сен-Серван) — французский астроном.
Член (с 1883), вице-президент (1897) и президент (в 1898) Французской академии наук.

## Биография
Шарль Вольф, сын бывшего офицера, был вторым из одиннадцати детей. С 1848 по 1851 год окончил аспирантуру в Школе высших достижений и на факультете наук Парижа, где получил степени в области физики и математики. Затем он был профессором физики в лицее Нима, получил докторскую степень в 1856 году, затем был преподавателем физики на факультете наук Монпелье (12 апреля 1858 года) и был назначен профессором физики 8 декабря 1863 года. По просьбе Урбена Леверье он присоединился к Парижской обсерватории в 1862 году. Ранее доцент, заведующий курсом небесной физики, в 1893 году стал профессором кафедры физической астрономии факультета наук Парижа.
Он был избран членом Французской академии наук в 1883 году и состоял президентом этой академии в 1898 году. Он также был избран ассоциированным членом Королевского астрономического общества в 1874.
Вместе с Жоржем Райе он является одним из первооткрывателей звёзд, которые сейчас называются звёздами Вольфа — Райе. Их открытие связано с наблюдением больших эмиссионных спектральных линий в спектре звезды P Cygni.

## Работы
- Космогонические гипотезы обзор современных научных теорий о происхождении миров с последующим переводом Кантовской теории неба, Готье-Виллар, 1886.
- История Парижской обсерватории с момента её основания в 1793 году, Париж, Готье-Виллар, 1902.